# Монко (Атлантические Пиренеи)
Монко́ (фр. Moncaup) — коммуна во Франции, находится в регионе Аквитания. Департамент — Атлантические Пиренеи. Входит в состав кантона Тер-де-Люи и Кото-дю-Вик-Бий. Округ коммуны — По.
Код INSEE коммуны — 64390.

## География

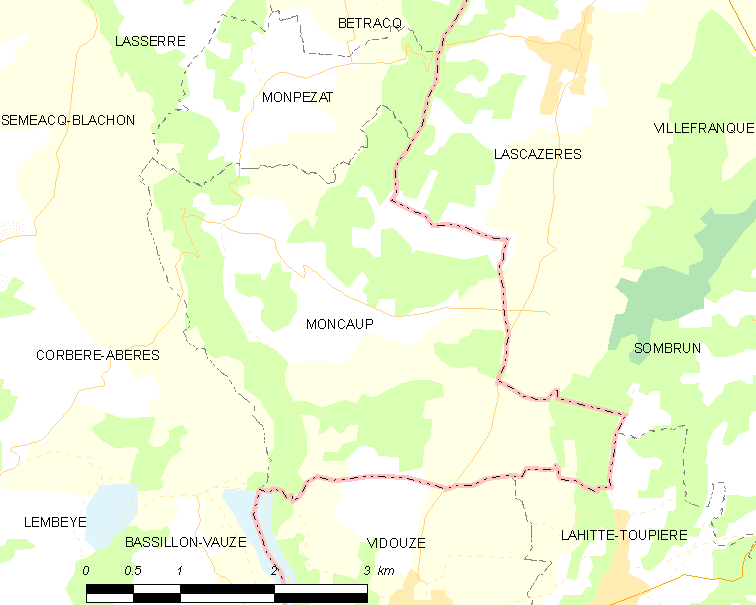
Карта коммуны

Коммуна расположена приблизительно в 630 км к югу от Парижа, в 160 км южнее Бордо, в 33 км к северо-востоку от По.
На западе коммуны протекает река Ларсис, а на востоке — река Луэт.

### Климат
Климат тёплый океанический. Зима мягкая, средняя температура января — от +5°С до +13°С, температуры ниже −10 °C бывают редко. Снег выпадает около 15 дней в году с ноября по апрель. Максимальная температура летом порядка 20-30 °C, выше 35 °C бывает очень редко. Количество осадков высокое, порядка 1100 мм в год. Характерна безветренная погода, сильные ветры очень редки.

## Население
Население коммуны на 2010 год составляло 158 человек.
| 1962 | 1968 | 1975 | 1982 | 1990 | 1999 | 2010 |
| ---- | ---- | ---- | ---- | ---- | ---- | ---- |
| 239  | 192  | 164  | 165  | 177  | 142  | 158  |

## Администрация
| Период | Период | Фамилия         | Партия | Примечания |
| ------ | ------ | --------------- | ------ | ---------- |
| 1995   | 2008   | Реймон Лансаман |        |            |
| 2008   | 2020   | Габриэль Юг     |        |            |

## Экономика
В 2010 году среди 94 человек трудоспособного возраста (15-64 лет) 62 были экономически активными, 32 — неактивными (показатель активности — 66,0 %, в 1999 году было 69,8 %). Из 62 активных жителей работали 56 человек (29 мужчин и 27 женщин), безработных было 6 (3 мужчин и 3 женщины). Среди 32 неактивных 7 человек были учениками или студентами, 18 — пенсионерами, 7 были неактивными по другим причинам.

## Достопримечательности
- Церковь Св. Люсии (1903 год)[4]
- Замок Флорис (XVIII век)[5]

## Фотогалерея

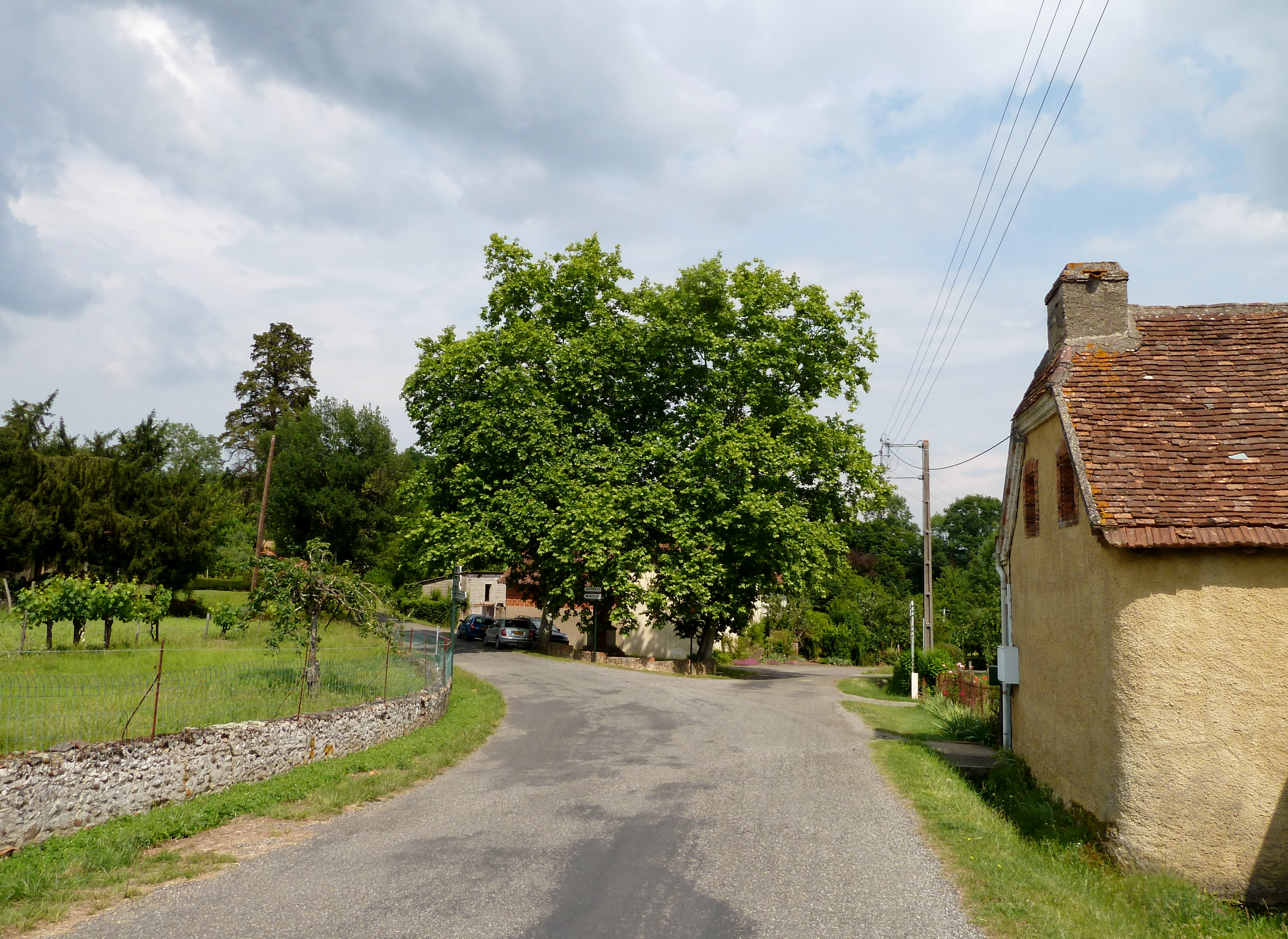
Монко
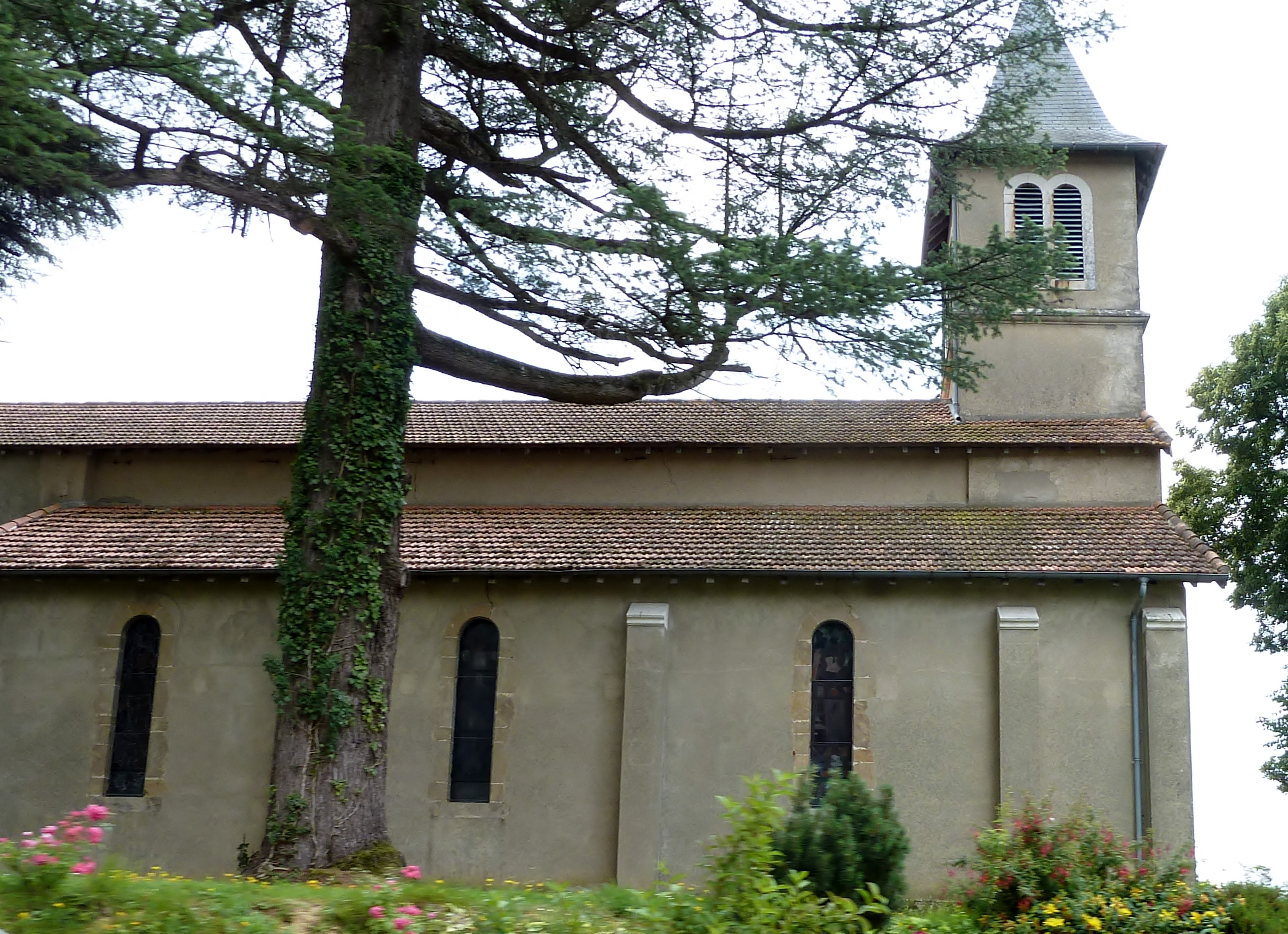
Церковь Св. Люсии
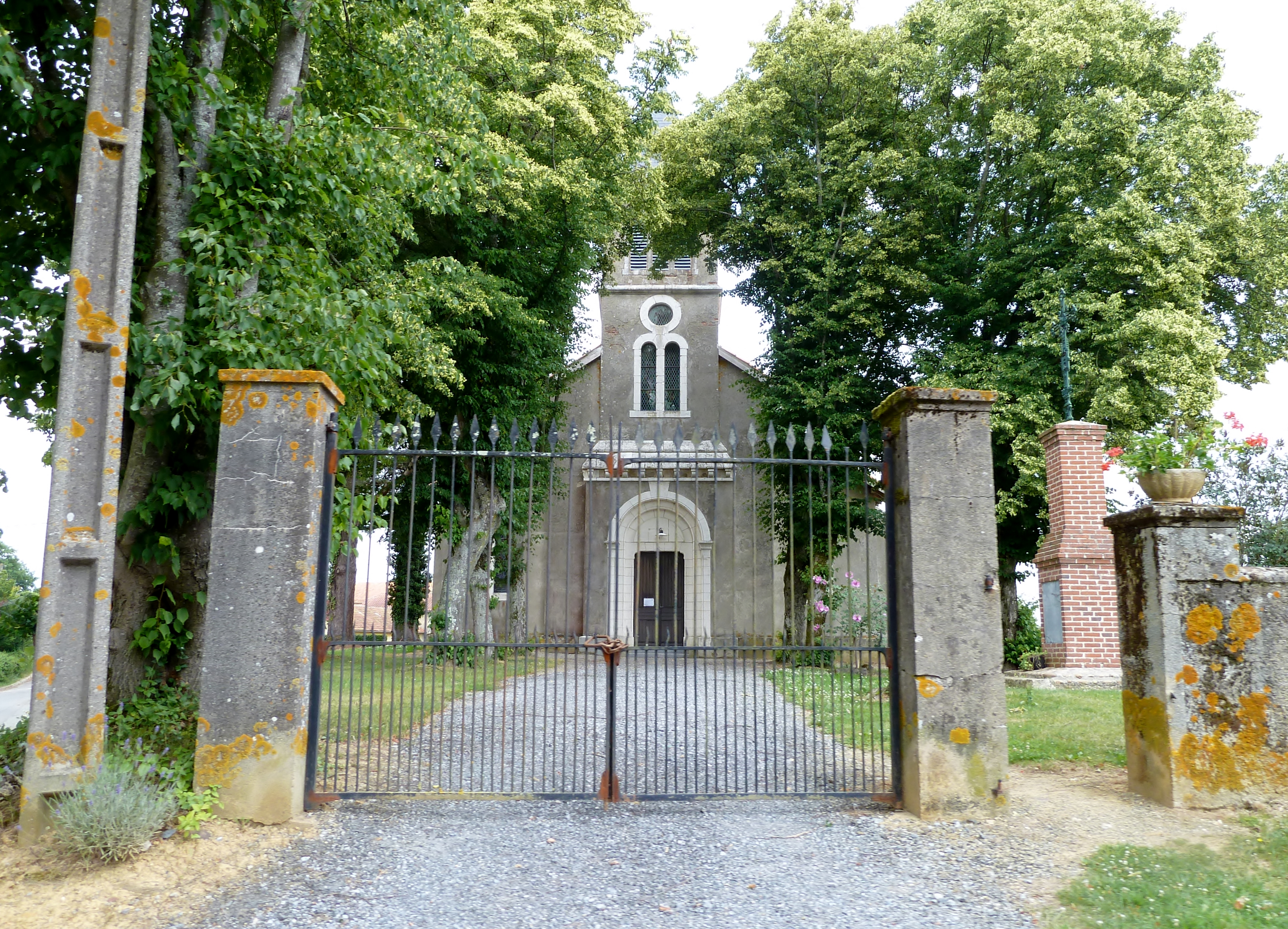
Церковь Св. Люсии
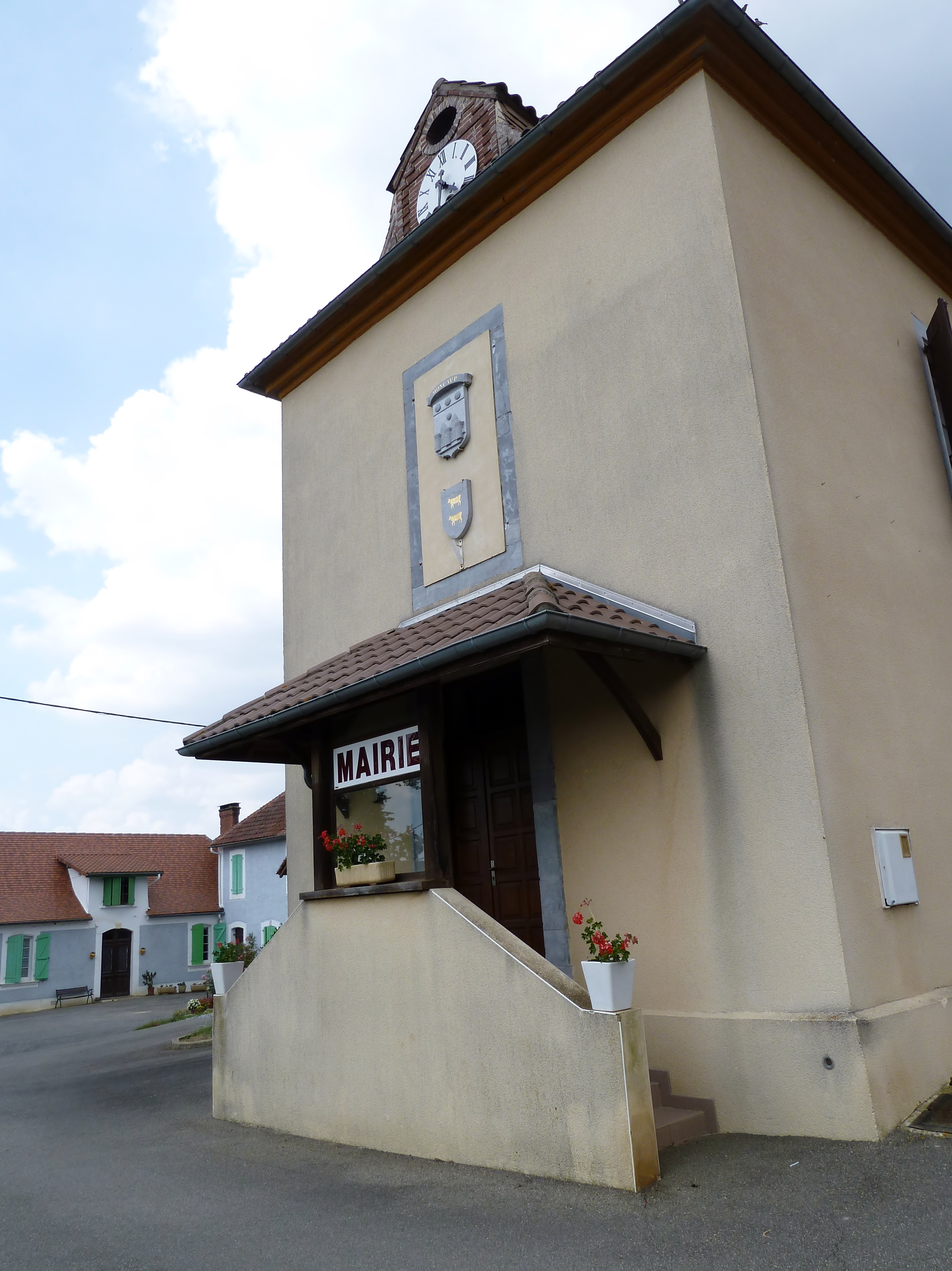
Мэрия
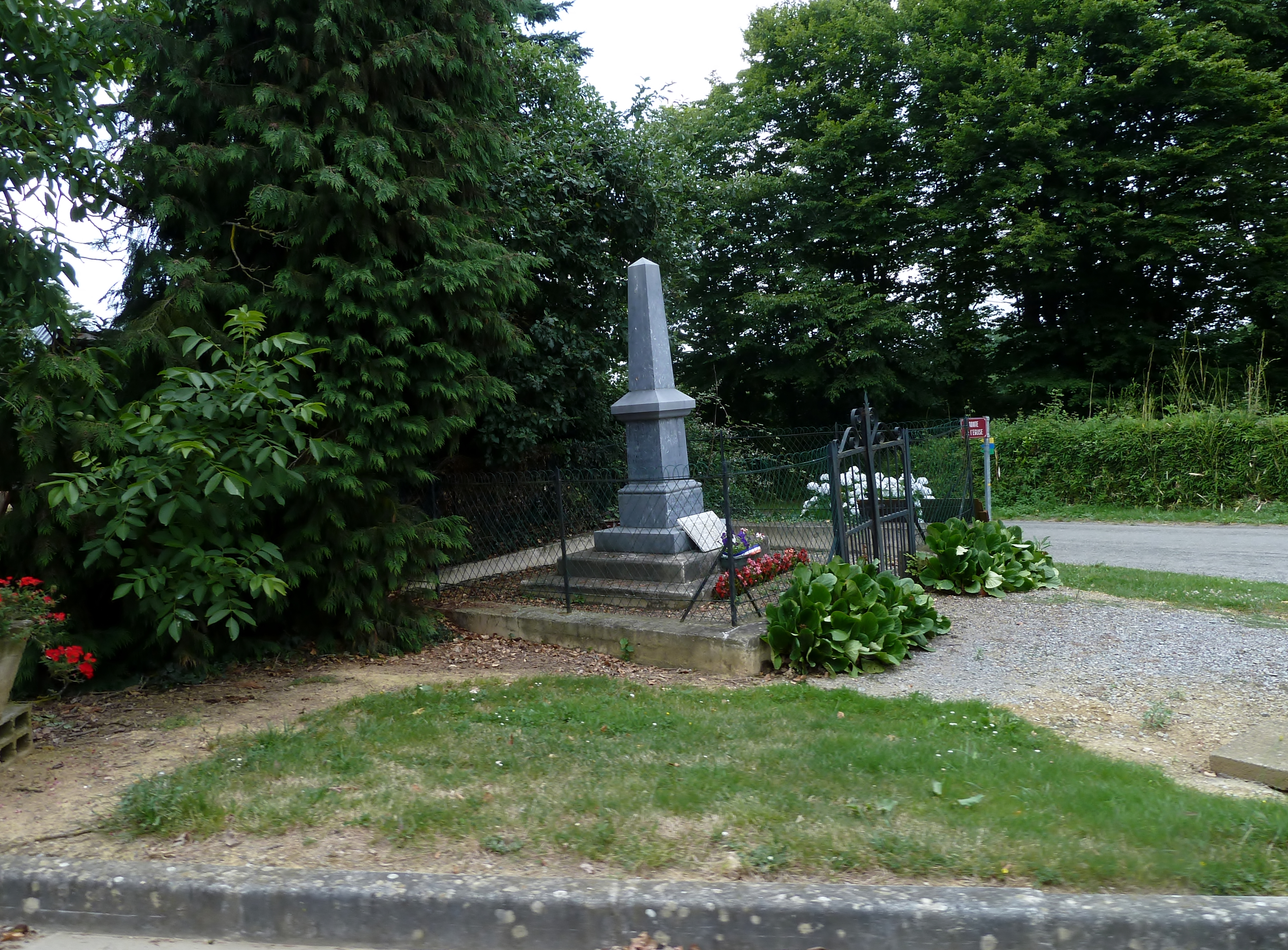
Военный мемориал